# North Cheriton
North Cheriton – wieś w Anglii, w hrabstwie Somerset, w dystrykcie (unitary authority) Somerset. Leży 48 km na południe od miasta Bristol i 170 km na zachód od Londynu. W 2002 miejscowość liczyła 254 mieszkańców.